# Casa del Cordón (Santa María del Campo)
La Casa del Cordón es un edificio situado en Santa María del Campo, en la provincia de Burgos, España. Por décadas fue una villa de referencia para la Castilla del siglo XVI.
La Casa del Cordón es el nombre popular que reciben determinados edificios civiles, por el cordón franciscano (de la orden franciscana) que recorre las cornisas de las puertas o ventanas. En el caso de la "Casa del Cordón" de Santa María del Campo, es denominada de este modo, por el cordón Franciscano que recorre su portada.
Este edificio, fue la residencia de Francisco Barahona y María Herrera, quienes vivieron en esta sede y se vieran obligados a dejar su castillo en Torremoronta.[cita requerida] En esta Casa, se alojó Fernando el Católico, así como el arzobispo Cisneros, en el momento en el cual la reina Juana I de Castilla (La Loca), velaba el cadáver de su esposo en la iglesia de Nuestra Señora de la Asunción. El día antes de partir la corte hacia Tordesillas, Cisneros fue nombrado cardenal en el vecino pueblo de Mahamud, ya que al estar el cadáver del rey en la villa de Santa María del Campo, no podían celebrarse en esta, ningún acto festivo. Actualmente, la Casa del Cordón, es una vivienda particular.
Los restos actuales, poco tienen que ver con la Casa del cordón Original. Tan solo se conservan el cordón y los dos medallones que franquean la portada. El escudo fue añadido posteriormente.